# Konstantin Savitski
Pour les articles homonymes, voir Savitski.
Konstantin Savitski (en russe : Kонстантин Аполлонович Савицкий, Konstantine Apollonovitch Savitski) est un peintre et un professeur russe des beaux-arts né à Taganrog en Russie, le 6 juin 1844 et décédé le 13 février 1905 à Penza en Russie.

## Biographie
Né dans le village de Frankovka ou Baranovka, tout proche de Taganrog dont Otto Pfeilizer-Frank était le gouverneur, le jeune Konstantin passa son enfance à Taganrog où sa famille résidait dans le bâtiment d'une école secondaire de garçons. Son père était médecin militaire et à la belle saison la famille louait une maison à Frankovka et c'est dans celle-ci que le futur artiste vit le jour. Cette habitation a disparu à tout jamais car depuis 1876 le village a laissé place au complexe sidérurgique TAGMET qui maintenant fabrique surtout des tuyaux pour pipelines.
Tout jeune Kostia (le diminutif russe de Konstantin) montra de l'intérêt pour le dessin et la peinture et ces disciplines furent ses favorites à l'école de Taganrog où il resta cinq années. Il ne dessinait pas seulement en classe mais aussi en dehors : par exemple lorsqu'il se trouvait sur le rivage de la Mer d'Azov avec ses parents. Subitement son papa et sa maman moururent alors qu'il n'avait que seize ans.
L'orphelin avait un oncle en Livonie, actuellement la Lettonie. Il partit le rejoindre et son tuteur le plaça dans un lycée où se retrouvaient des jeunes gens de la noblesse. Après y avoir passé deux ans, il en sortit diplômé en 1862 pour, conseillé par Lev Lagorio et Alexandre Beidman, rentrer la même année à l'Académie russe des beaux-arts à Saint-Pétersbourg. Il se retrouva dans une classe de peinture historique avec des professeurs comme Fiodor Bruni, T.A. Markov et Pavel Tchistiakov. Au cours des nombreuses années qu'il y passa, il eut pour camarades et amis de nombreux représentants célèbres de la culture russe comme le sculpteur Mark Antokolski, le critique d'art et journaliste Vladimir Stassov, l'écrivain et historien Nikolaï Karamzine, les peintres Ilia Répine, Ivan Kramskoï qui réalisa son portrait en 1871 (huile sur carton au musée des beaux-arts Ivan Kramskoï) , Ivan Chichkine, Viktor Vasnetsov et d'autres. Il devint l'un des meilleurs étudiants de l'Académie impériale des arts et commença à exposer. Sept médailles récompensèrent ses travaux : trois petites en argent en 1868 pour Orgue de Barbarie, une grande en argent en 1869 pour la Crucifixion du Christ, une grande en argent en 1870 avec des encouragements pour la Visite au fils malade et Locaux de la poudrière. Expulsé du pensionnat de l'Académie pour avoir critiqué le régime de l'établissement, il perdit sa bourse, se trouva dans une situation financière difficile et ne put concourir pour la grande médaille d'or cependant en 1871, il obtint une petite médaille d'or pour Cain et Abel. En 1873 il réalisa un de ses tableaux les plus connus qui se trouve maintenant à la Galerie Tretiakov à Moscou : Travaux de réparation sur une ligne de chemin de fer alors qu'il se trouvait avec Ivan Kramskoï à la station de Kozlovka-Zaseka près de Toula. Ce tableau, l'un des premiers à illustrer la vie de la classe ouvrière, des agriculteurs, des travailleurs journaliers fut acheté par Pavel Tretiakov et se trouve maintenant à Moscou dans la galerie du célèbre collectionneur.
À partir de 1872 certaines de ses œuvres étaient présentes aux expositions des Ambulants mais en 1874, il devint membre du groupe aux côtés de Kramskoï, Vassili Sourikov, Vassili Perov et bien d'autres.
Leur but était de parcourir leur immense pays pour découvrir les sujets à peindre et à exposer rendant compte de la vie des gens simples et ainsi de se démarquer de l'art académique officiel qui illustrait la vie et les préoccupations de la classe possédante, client principal du marché de l'art.
Diplômé de l'Académie, selon la tradition, avec une bourse accordée par le Tsar Alexandre II de Russie, il partit deux ans à l'étranger pour voir et apprendre ce qui se faisait ailleurs. Il visita les Académies de Dresde et de Düsseldorf et aidé par l'argent qu'il retira de la vente du tableau Travaux de réparation sur une ligne de chemin de fer put vivre à Paris où il retrouva ses amis Ilia Répine et Vassili Polenov. Il profita de son séjour en France pour étudier le travail des paysagistes et cela l'inspira peut-être pour peindre, en 1875, lorsqu'il résida en Normandie, à Veules-les-Roses, Pêcheurs normands en péril. Cette année-là, en février, sa première épouse Catherine Savitskaya née Mitrokhine mourut tragiquement à Paris : elle se suicida lors d'une crise de jalousie. En 1876, il se rendit dans le centre où il peignit Voyageurs en Auvergne. C'est aussi au cours de son voyage en France qu'on apprit qu'il avait été impressionné par des réalisations de gravure sur métal. En 1878, certaines de ses œuvres furent présentées à l'Exposition universelle de Paris et en 1882 à l'exposition d'art de toute la Russie au palais de l'industrie à Moscou.

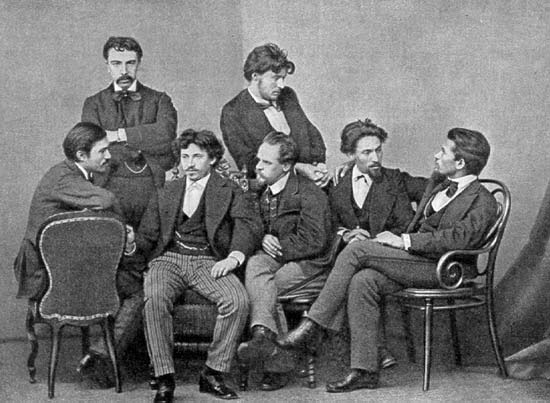
Assis de gauche à droite : Pavel Ossipovitch Kovalevski, Ilia Répine,, Konstantin Savitski, Ievgueni Makarov. Debout : Vassili Polenov et (1871)

De retour dans son pays, pendant vingt ans, il se consacra à l'enseignement. De 1883 à 1889 il résida à Saint-Pétersbourg et à Dinabourg, aujourd'hui Daugavpils pour exercer le métier de professeur à l'école centrale de dessin technique du baron Stieglitz à Saint-Pétersbourg. En aout 1886, il épousa une de ses élèves âgée de dix-neuf ans, Valeria Ippolitovna Dioumoulin dont les parents habitaient le petit village de Kossino dont il nous a laissé au moins une image dans son œuvre. Elle lui donna un fils, Gueorgui qu'il représenta dans les bras de sa mère en 1899.
De 1891 à 1897 il habita à Moscou pour donner des cours à l'école de peinture, de sculpture et d'architecture et y diriger, à partir de 1894, les classes supérieures. Enfin en 1897 il s'installa à Penza pour être, jusqu'à sa mort, directeur de la toute nouvelle école des beaux-arts « Nikolaï Dmitrievitch Seliverstov » ainsi appelée car elle avait été édifiée grâce au patrimoine, en grande partie, et sur les terres de ce général assassiné à Paris. La même année, il fut élu Académicien de l'Académie impériale des Arts dont il était membre depuis deux ans. De cette école sortirent, les diplômés les meilleurs étaient inscrits sans examen à l'Académie impériale des beaux-arts. Parmi les élèves qui fréquentèrent cet établissement on peut retenir, entre autres, Michel Larionov, Aristarkh Lentoulov, Vladimir Tatline, Alexandre Borissovitch Deltsov.
En 1896, avec Ivan Chichkine il travailla au tableau Un matin dans une forêt de pins où l'on voit quatre ours jouer dans un rompis. Longtemps on crut que ces oursons étaient des ajouts de Savitski mais plus récemment on découvrit que l'esquisse préliminaire était due aux deux artistes et que Savitski avait retiré sa signature.
Il est enterré à Penza, dans le cimetière Mitrofanovski près de la tombe du peintre Ivan Goriouchkine-Sorokopoudov et la galerie régionale d'art pictural de cette ville porte son nom :Galerie de peintures C. Savitski de l'oblast de Penza.
Son fils ainé, Gueorgui Konstantinovitch Savitski (ru) né le 10 octobre 1887 (22 octobre dans le calendrier grégorien) mort en 1949 a été également peintre.

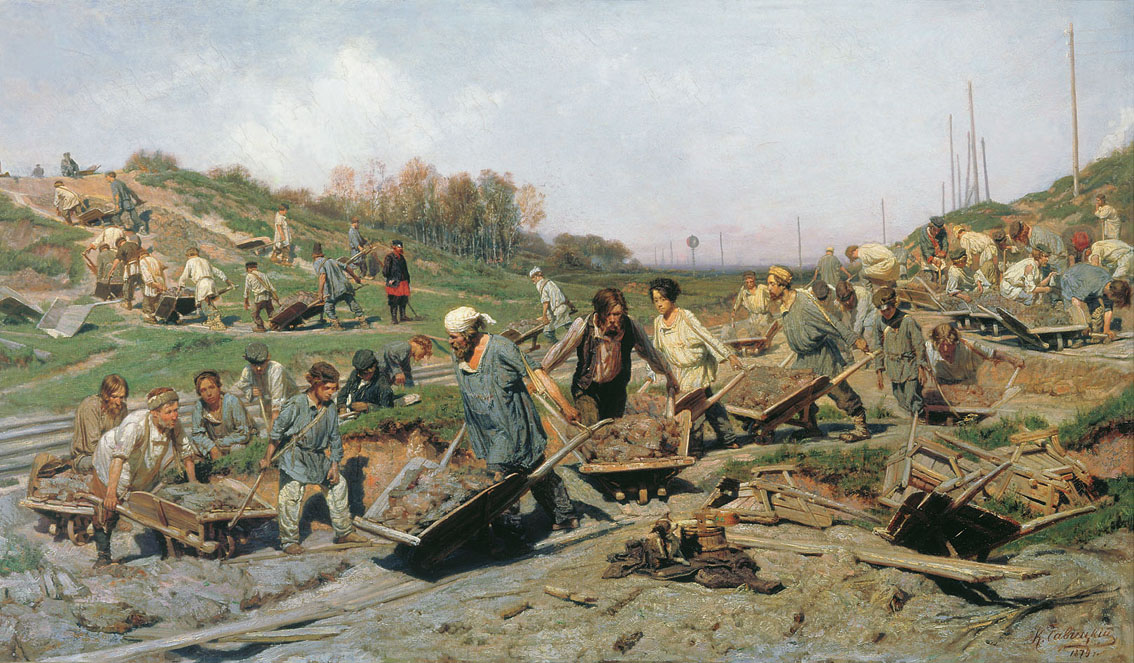
Travaux de réparation sur une ligne de chemin de fer, 1874, huile sur toile — Galerie Tretiakov
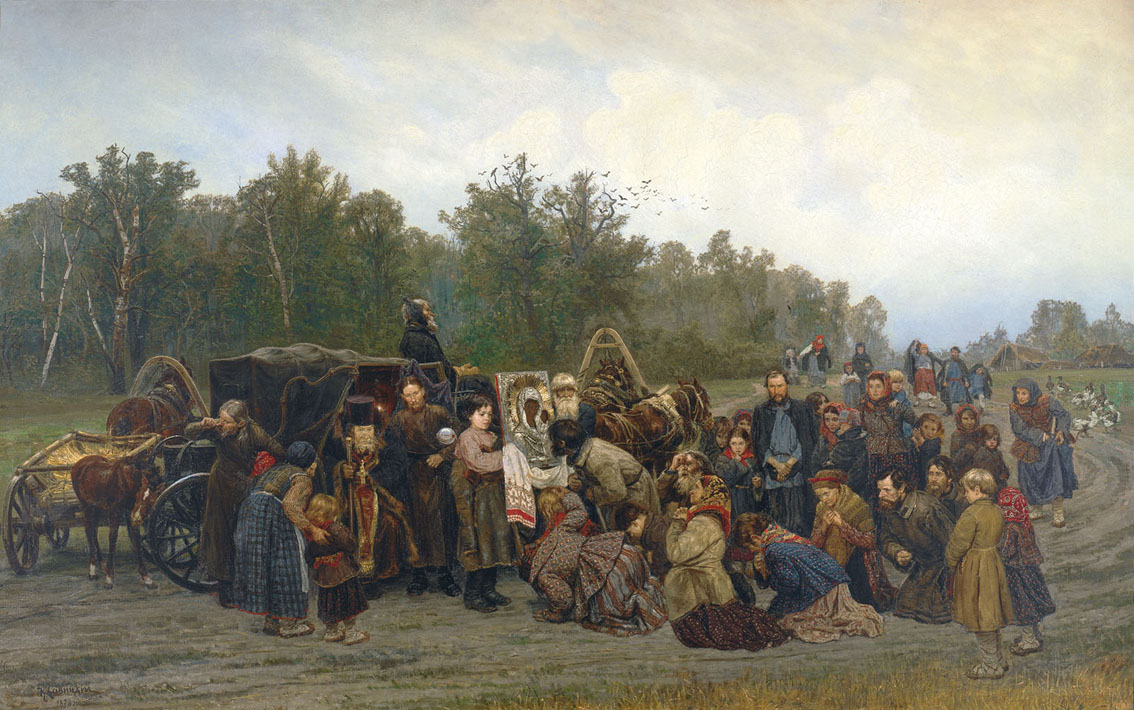
Rencontre avec l'icône (Savitski) ou Présentation de l'icône, 1878, huile sur toile — Galerie Tretiakov
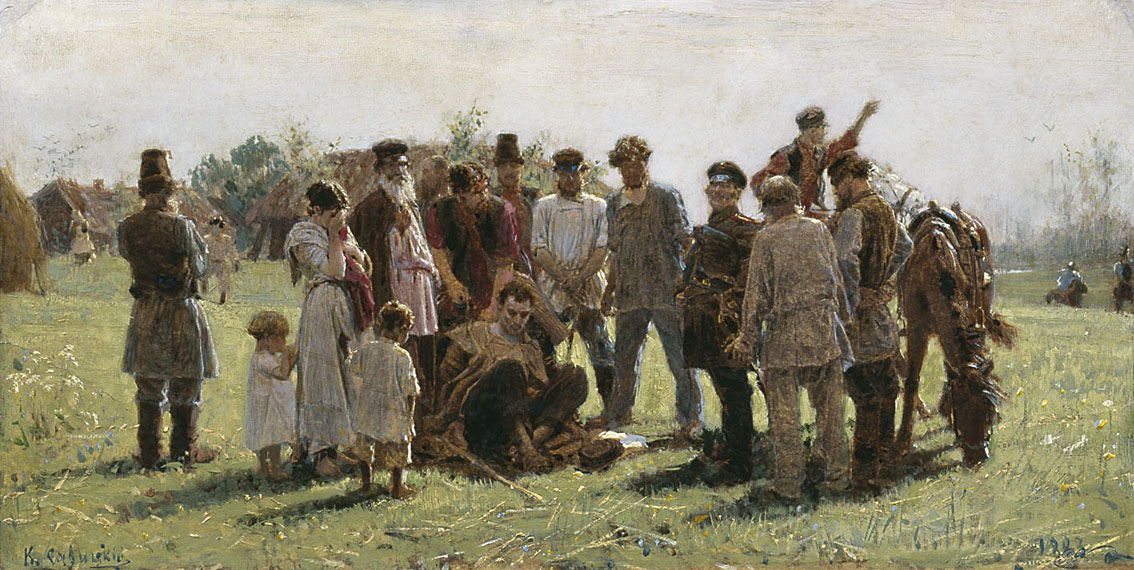
Les Fugitifs, 1883, huile sur toile — Galerie Tretiakov
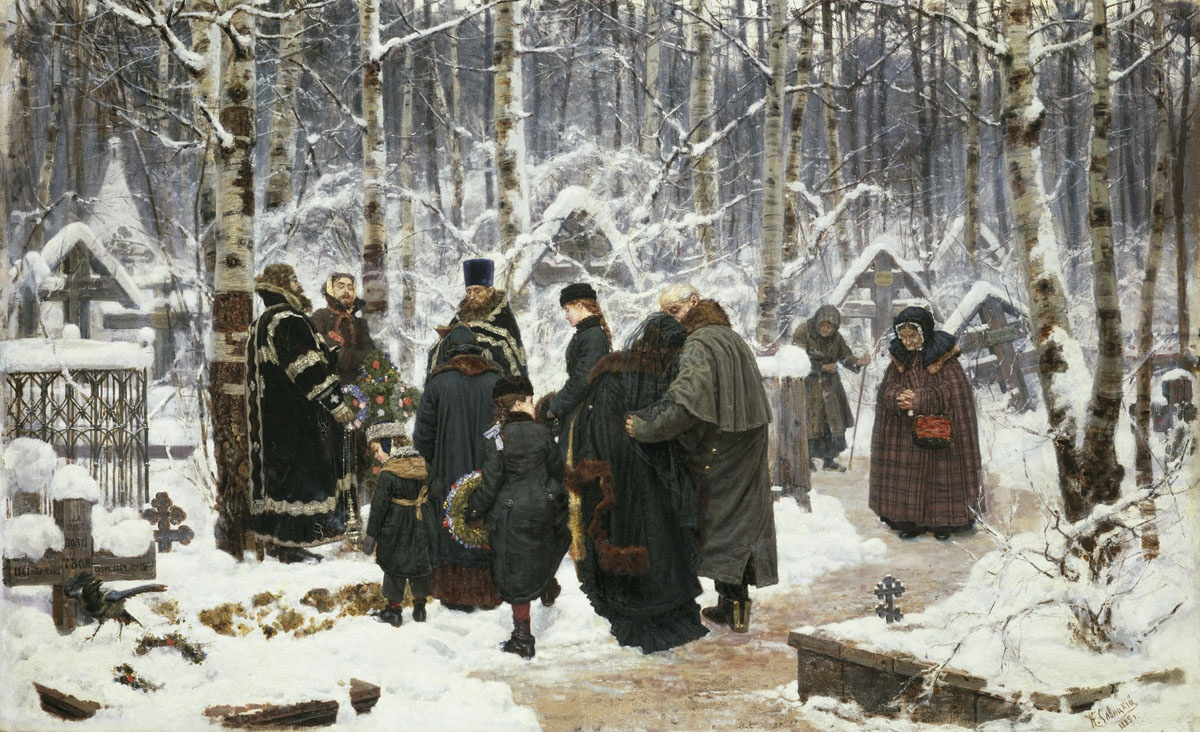
Le Service funèbre dans le cimetière pour la neuvième journée, 1885, huile sur toile — Galerie Tretiakov
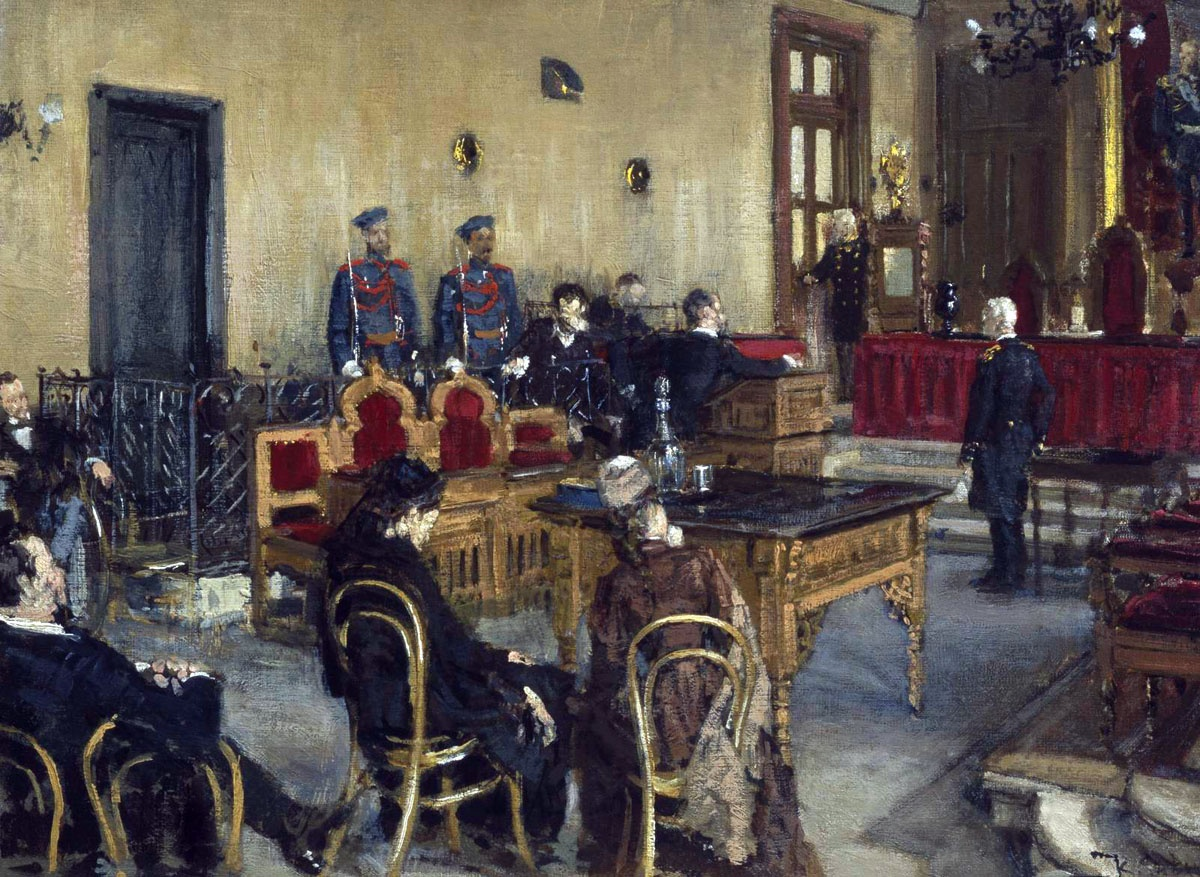
En attendant le verdict, 1895, huile sur toile — Galerie Tretiakov
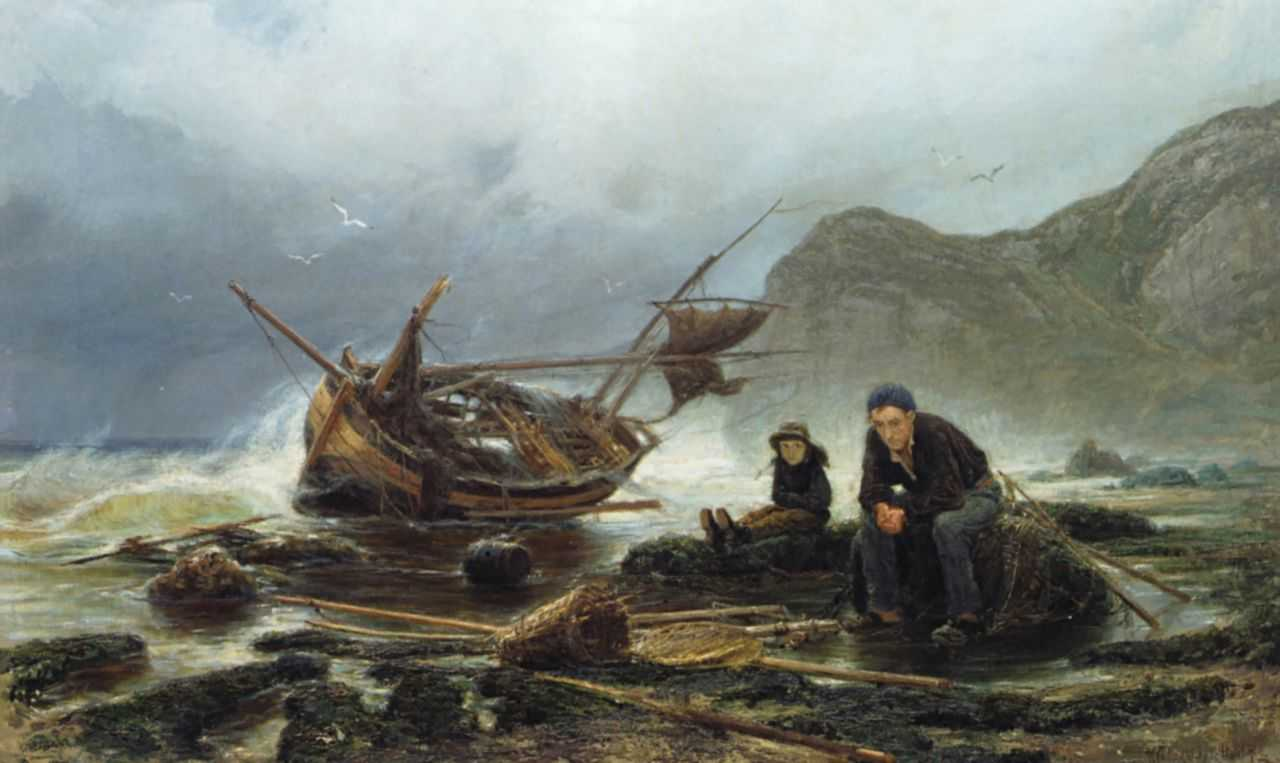
Sur la côte normande - Musée des Beaux-Arts de la république tatare à Kazan
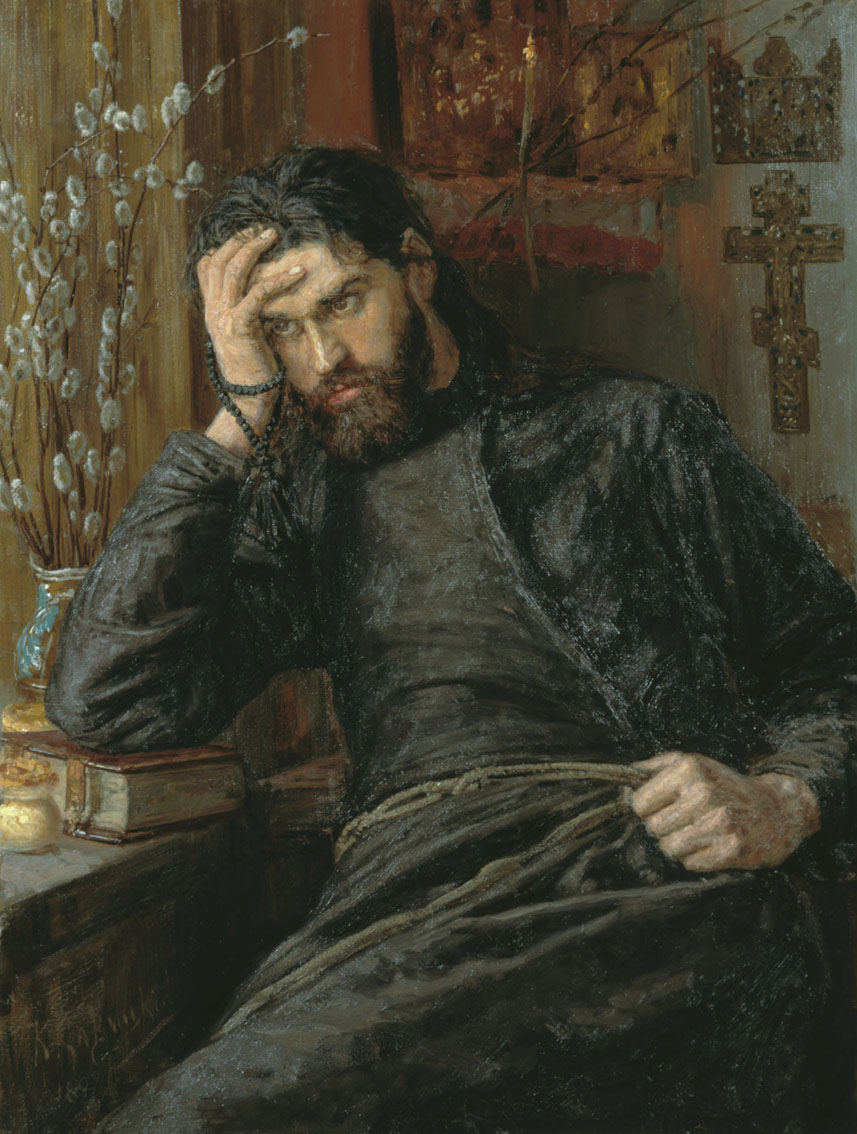
Moine - 1897 - Galerie régionale d'art pictural Constantin Savitski à Penza
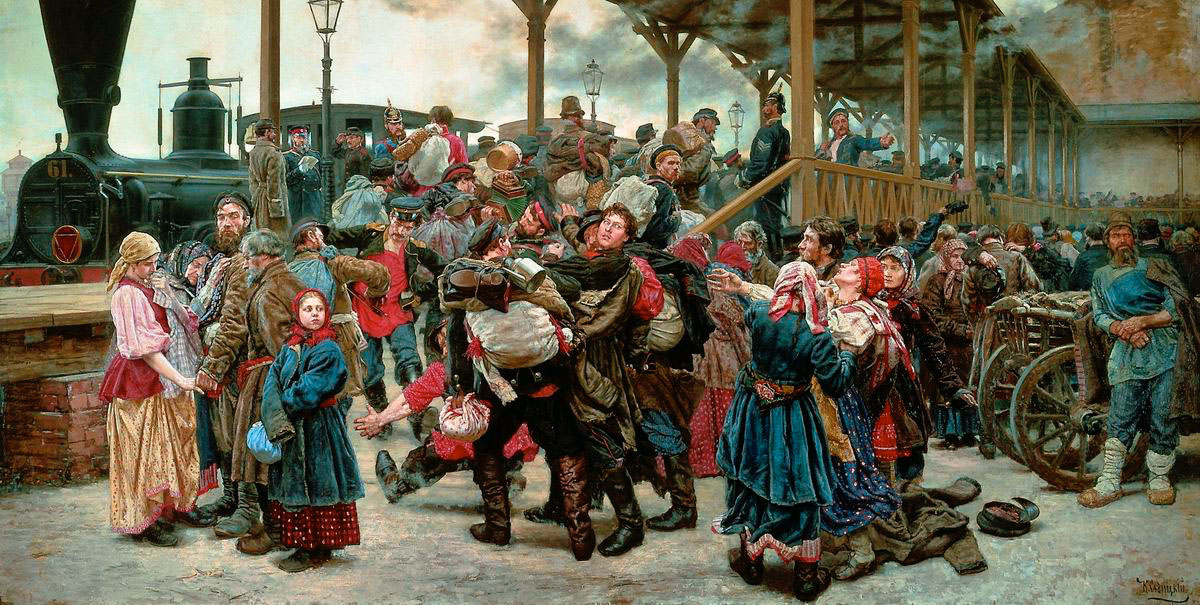
À la Guerre - Musée Russe à Saint-Pétersbourg
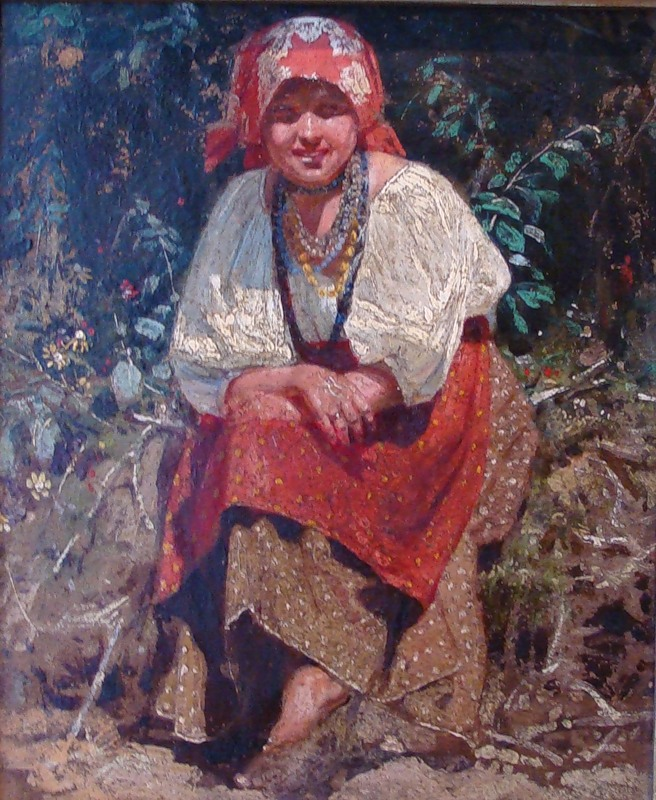
Jeune fille biélorusse
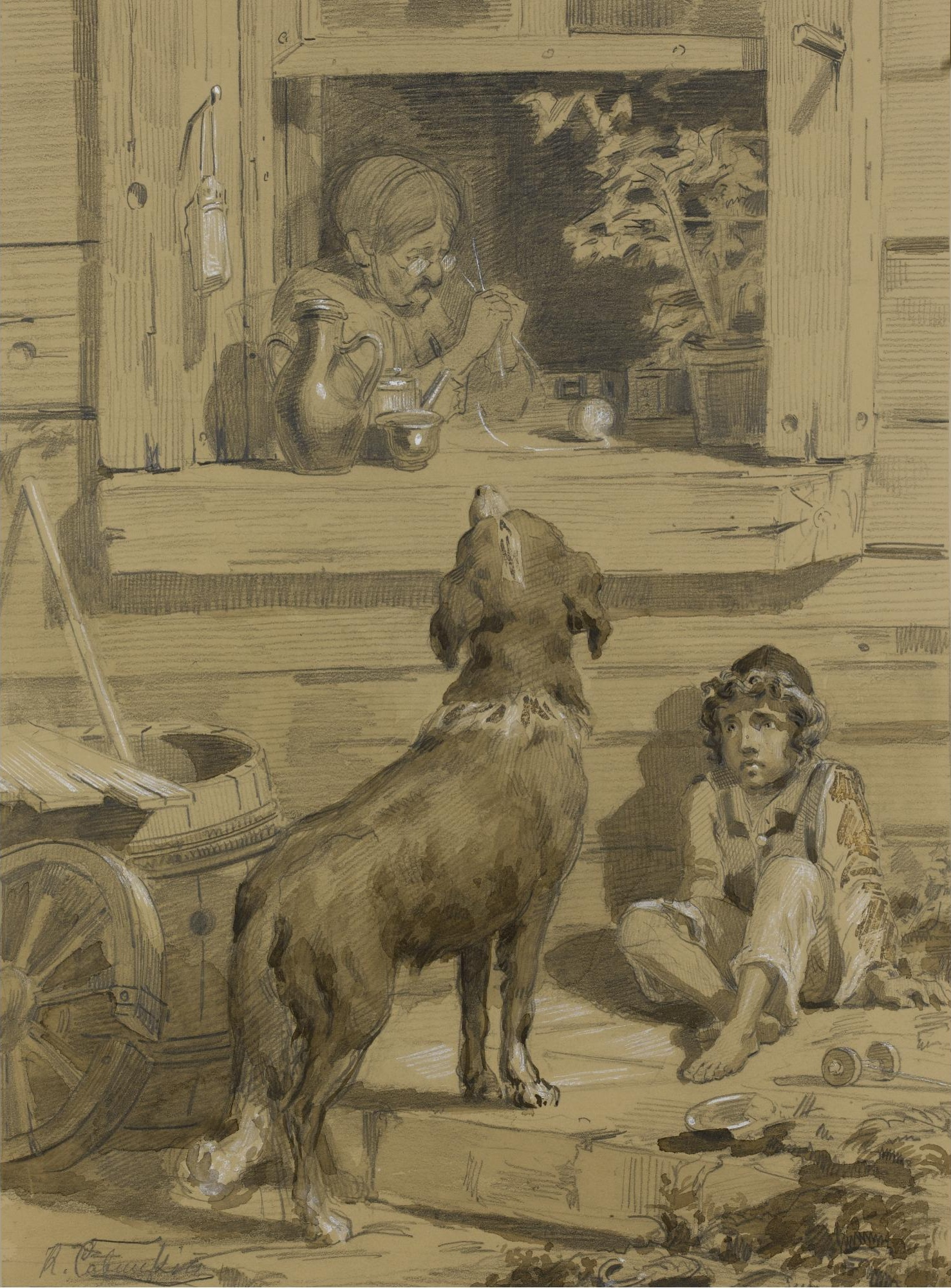
À la fenêtre
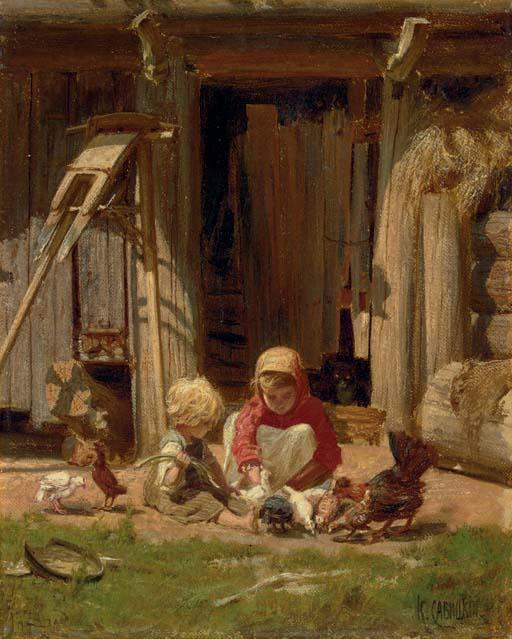
Enfants et poussins - Collection particulière
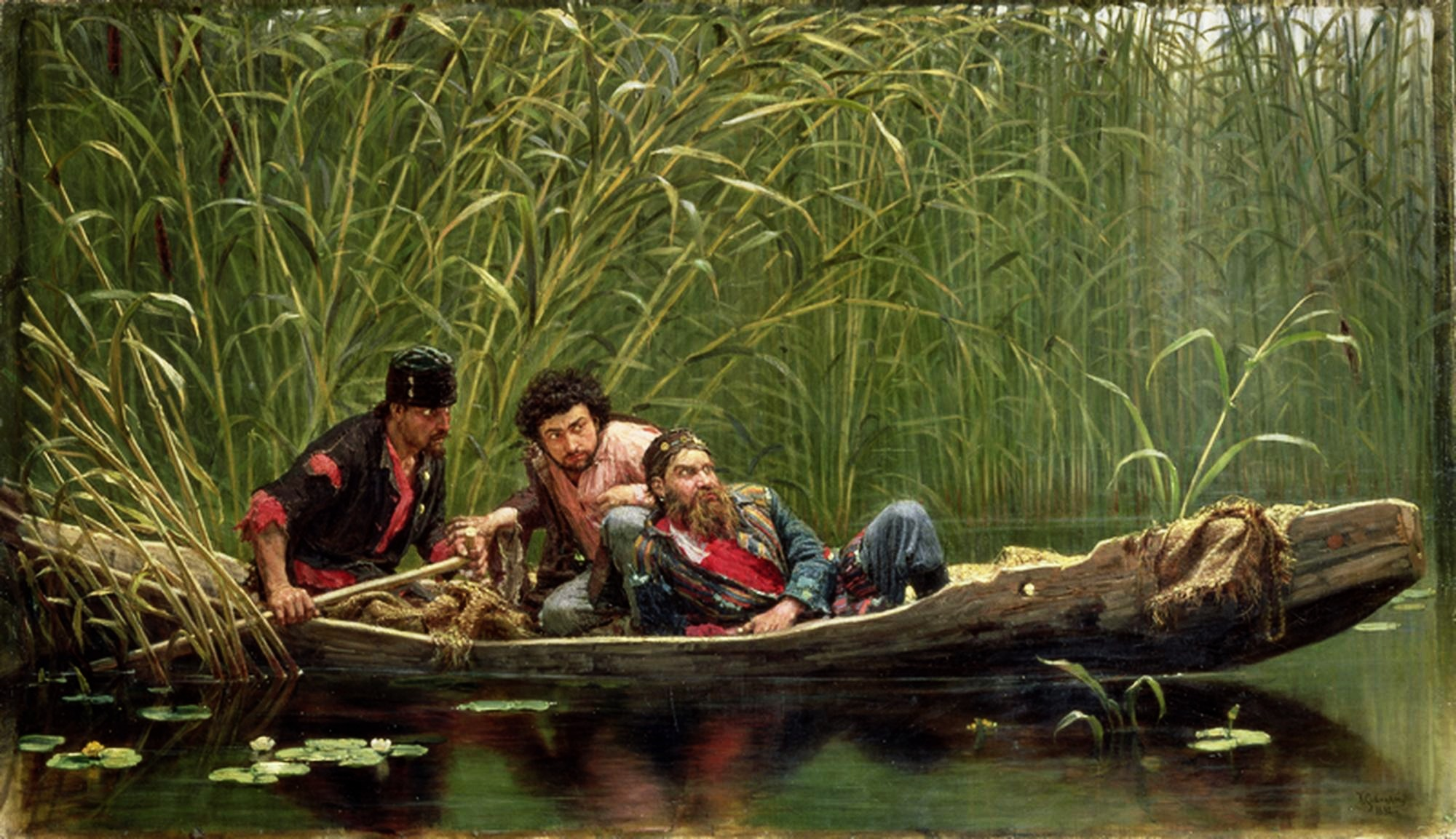
Individus louches - Musée Russe à Saint-Pétersbourg
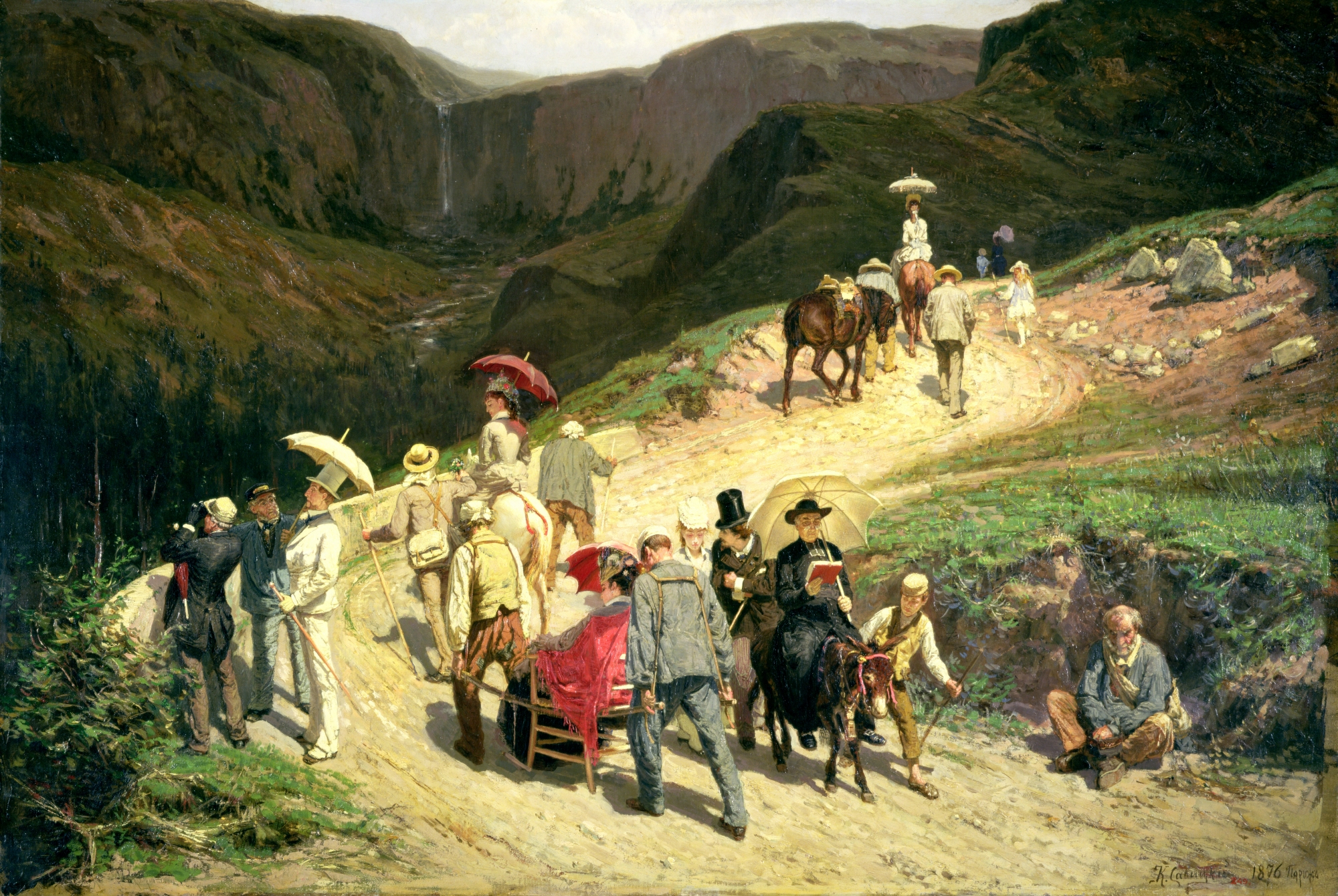
Voyage en Auvergne-1876-Musée Russe à Saint-Pétersbourg
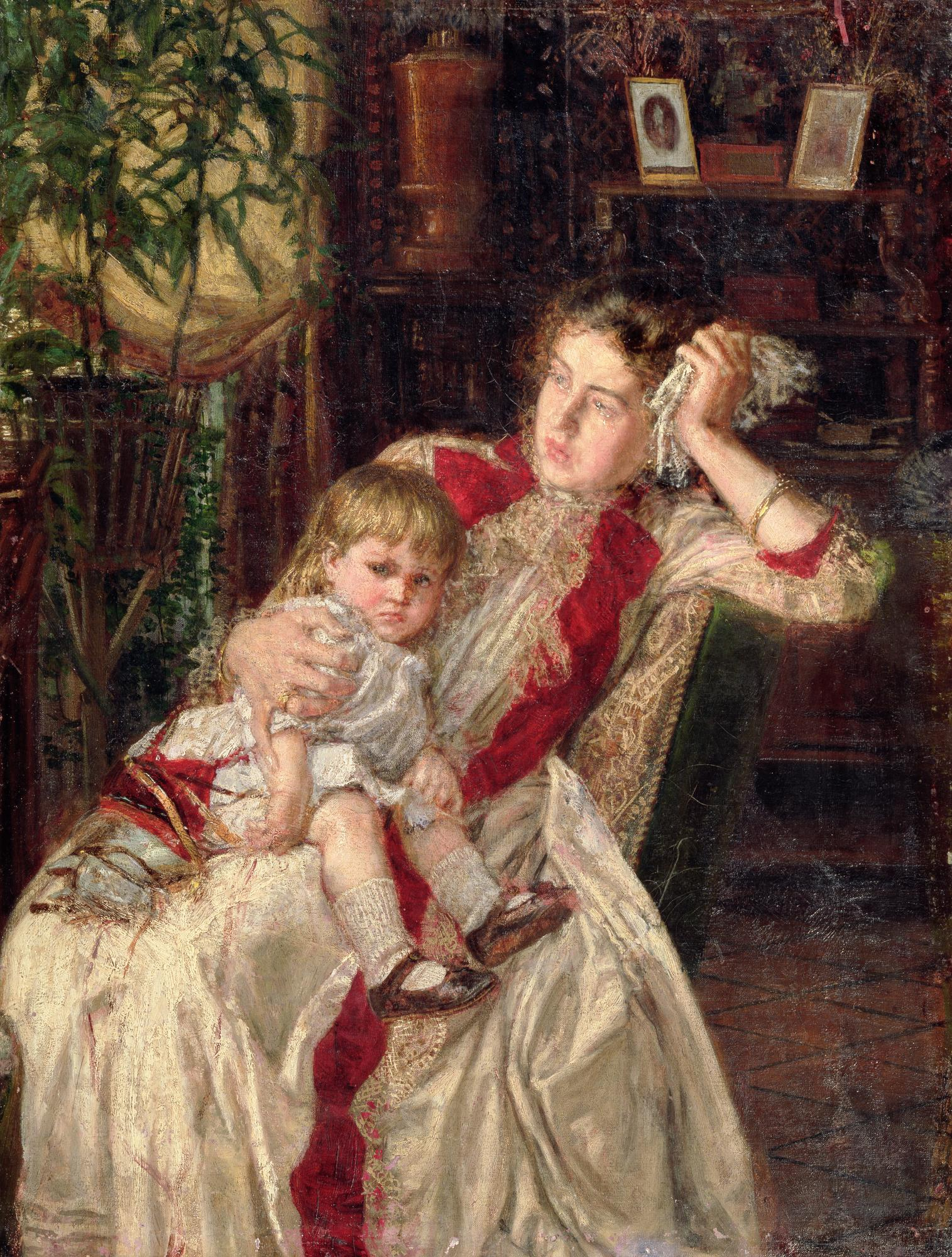
Dispute familiale - Galerie de peintures K. Savitski de l'oblast de Penza

## Œuvres
La liste de la plus grande partie des œuvres que l'on peut observer dans les images fournies par internet.
- années 1860 :
  - Enfants dans une cabane. Huile sur toile, 32,4 cm X 43,5 cm. Musée russe à Saint-Pétersbourg.
- 1860 : Groupe de personnes se disant adieu. Huile sur carton, Musée de l'Ermitage à Saint-Pétersbourg.
- 1868 : Portrait d'un musicien de rue. Huile sur toile, 107 cm X 80 cm.
- 1870-début année 1880 : Jeune mendiante. Huile sur toile, 44,5 cm X 30,6 cm. Galerie Tretiakov à Moscou.
- 1872 : Enfants avec des poulets. Huile sur toile, 34,3 cm X 27,9 cm. Collection particulière.
- 1874 : Le chasseur. Huile sur toile, 97,5 cm X 153,7 cm. Collection privée.
- 1874 : Travaux de réparation sur une ligne de chemin de fer. Huile sur toile, 100 cm X 175 cm. Galerie Tretiakov.
- 1875 : La Pause.
- 1875 : Pêcheur normand. Huile sur toile, 28 cm X 20,5 cm. Galerie Tretiakov.
- 1875 : La Mer en Normandie ou Pêcheurs en péril. Huile sur toile, 61 cm X 92 cm. Musée d'État des Beaux-Arts du Tatarstan à Kazan.
- 1875-1876 : Étude pour Voyageurs en Auvergne. Huile sur toile collée sur du carton. Offert en 1944 à la Galerie de peintures K. Savitski de l'oblast de Penza par son épouse pour marquer le centenaire de la naissance de son mari.
- 1875-1876 : Des voyageurs en Auvergne. Huile sur toile, 119 cm X 181 cm. Musée russe.
- 1876 : Paysanne russe à l'orée du bois. 46 cm X 38 cm.
- 1878 : Automne dans les bois. Huile sur toile
- 1878 : Sur la flèche (À la pointe de l'île Ielaguine). Huile sur toile, 90 cm X 177,5 cm. GalerieTretiakov[10]
- 1878 : Rencontre avec l'icône. Huile sur toile, 141 cm X 228 cm. Galerie Tretiakov.
- 1879 : La Sorcière. Huile sur toile, 82 cm X 66,5 cm. Galerie Tretiakov.
- 1879 : Rêves. Huile sur toile, 62,5 cm X 84,5 cm. Musée des Beaux-Arts de Nijni Novgorod
- début années 1880 : Moujik ou Paysan ou krestianine. Huile sur carton, 27,5 cm X 19,2 cm. Galerie Tretiakov.
- années 1880 : 
  - Le champ. Huile sur toile collée sur un carton, 23,9 cm X 41 cm. Galerie Tretiakov.
  - Soldat pleurant. Esquisse pour le tableau Adieu à la guerre peint en 1888. Huile sur toile. Musée russe.
  - Dans ma ferme. Huile sur papier collé sur du carton, 15 cm X 21,5 cm. Galerie Tretiakov.
  - Sauveteur. Huile sur toile, 72,3 cm X 36,5 cm. Collection privée
- 1880 : Balayeur de rue. Huile sur toile collée sur du carton, 50,5 cm X 33,5 cm.
- 1880 : Tête de femme avec une écharpe bleue. Huile sur toile collée sur du carton, 36,2 cm X 28,2 cm. Galerie Tretiakov.
- 1880 : Jeune fille biélorusse, esquisse pour le tableau Annouchka. 34,3 cm X 41,8 cm
- 1883 : Suspects. Huile sur toile, 106,5 cm X 191 cm. Musée russe.
- 1883 : Paysan avec un cheval. Huile sur carton. Musée des Beaux-Arts d'Iekaterinbourg (ru).
- 1883 : Premier train. Aquarelle, blanc, stylo, gouache, détrempe sur carton, 26,6 cm X 40,5 cm. Musée des Beaux-Arts de Nijni Novgorod.
- 1883 : Les fugitifs ou Capture de déserteurs ou Attrapé, 18,2 cm X 34,8 cm. Huile sur toile. Galerie Tretiakov.
- 1883 : Couronnement de l'empereur Akexandre III. L'empereur s'incline devant le peuple depuis le porche rouge. Aquarelle et gouache sur papier, 41,1 cm X 60,7 cm[11]
- 1883 : Couronnement de l'empereur Akexandre III. Procession depuis la Cathédrale du Christ-Sauveur de Moscou. Aquarelle et gouache sur papier[12].
- 1884 : Crocheteur. Galerie Tretiakov.
- avant 1885 : Une première version de Le service funèbre dans le cimetière pour la neuvième journée. Huile sur panneau marqueté, 40,5 cm X 98 cm.
- 1885 : Le service funèbre dans le cimetière pour la neuvième journée. Huile sur panneau marqueté, 86 cm X 140 cm. Galerie Tretiakov.
- 1885 : Entrée cérémonielle à Moscou. Album du couronnement d'Alexandre III (ru).
- 1885 : Vacances à Sokolniki. Album du couronnement d'Alexandre III (ru).
- 1886 : Paysan, crayon sur carton, 21,27 cm X 12,7 cm. Collection privée.
- 1886 : Chasseurs (en train de faire la sieste). Collection privée.
- 1887 : Paysage. Kossino. Huile sur toile, 71 cm X 187 cm. Galerie de peintures K. Savitski de l'oblast de Penza.
- 1888 : À la Guerre, huile sur toile, 207,5 cm X 303,5 cm. Musée russe.
- 1889 : Les quatre ours de Un matin dans une forêt de pins. Le paysage a été peint par Ivan Chichkine. Huile sur toile, 139 cm X 213 cm. Galerie Tretiakov.
- années 1890 : 
  - Fille avec des chatons. Huile sur toile. Galerie de peintures K. Savitski de l'oblast de Penza.
  - Paysage. Huile sur toile collée sur du carton. Galerie de peintures K. Savitski de l'oblast de Penza.
- 1890 : Quartiers de Penza. Huile sur toile. Galerie de peintures K. Savitski de l'oblast de Penza.
- 1890 : Dans ma ferme. Huile sur toile. Galerie de peintures K. Savitski de l'oblast de Penza.
- 1890 : Scène de ménage. Huile sur toile, 81,5 cm X 52 cm. Galerie de peintures K. Savitski de l'oblast de Penza.
- 1890 : L'Aumöne du Christ (fugitifs en Sibérie). Huile sur toile, 123,5 cm X 174 cm. Culture artistique du nord de la Russie (ru) à Arkhangelsk.
- 1890 : Portrait d'Elena Konstantinovna Savitski enfant. Huile sur toile, papier et carton, 24 cm X 17,5 cm. Galerie Tretiakov. Il y a sans doute une erreur de date car elle est née le 9 novembre 1891[13]
- 1892 : À la périphérie du village.
- 1893 : Esquisse pour la seconde version du tableau Rencontre avec l'icône. Portrait de Tatiana Nikitichna Tsvetkova.
- 1893 : Étude Une Pélerine. Musée de Toula ?
- 1894 : Au tribunal d'instance. Huile sur toile, 72 cm X 95 cm. Galerie nationale d'Art de Perm.
- 1894 : Dans la forêt, paysanne avec un panier. Huile sur toile, 37 cm X 25,5 cm. Galerie Tretiakov.
- 1895 : En attendant le verdict. Huile sur toile, 38,7 cm X 54,5 cm. Galerie Tretiakov.
- 1895 : Le cheval malade.
- 1895 : À midi. Huile sur toile. Galerie de peintures K. Savitski de l'oblast de Penza.
- 1896 : Père avec un enfant malade devant l'icône miraculeuse. Huile sur toile. Musée d'Art de Taganrog.
- 1897 : Le Cheval mort.
- 1897 : Le moine ou Le Novice. Huile sur toile. Galerie de peintures K. Savitski de l'oblast de Penza[14].
- 1897 : Portrait d'une femme. Huile sur toile, 72 cm X 68 cm. Musée des Beaux-Arts de Tioumen.
- 1897 : Conflit frontalier. Huile sur toile. Musée central d'État d'histoire contemporaine de Russie.
- 1899 : Portrait de sa seconde épouse, Valeria Ippolitovna Dioumoulin, avec leur fils Gueorgui. Huile sur toile, 175 cm X 88 cm. Galerie de peintures K. Savitski de l'oblast de Penza[15].
- 1900 : Troupeau de vaches dans la forêt (voir À midi pour une autre représentation de ces animaux en 1895)
- 1901 : Automne dans la forêt. Le chagrin d'un homme. Huile sur toile.
- 1901 : Des nouvelles de chez moi. Huile
- 1901 : L'Inspecteur général. Aquarelle, encre badigeon, 29 cm X 27 cm. Une parmi d'autres illustrations du livre Le Revizor de Nicolas Gogol se trouvant sur des sites. Musée d'Art de Dnipro. Il a illustré aussi Fataliste, un épisode du livre Un héros de notre temps de Mikhaïl Lermontov.
- 1902 : Au moulin. Huile sur toile, 58 cm X 75 cm. Galerie de peintures K. Savitski de l'oblast de Penza.
- 1902 : Étude. Huile sur carton. Galerie de peintures K. Savitski de l'oblast de Penza.
- 1902 : Annouchka. Pastel sur carton, 80 cm X 58 cm.
- vers 1902 : Esquisse pour Construire un temple. Huile sur toile collée sur du carton, 43 cm X 28,7 cm
- 1903 : Esquisse pour le tableau Descente raide. Huile sur toile collée sur du carton. Galerie de peintures K. Savitski de l'oblast de Penza.
- 1903 : Une descente raide. Huile sur toile, 71,5 mm X 89 mm. Galerie de peintures K. Savitski de l'oblast de Penza.
- 1903 : Zorka le chien (son chien). Huile sur toile collée sur du carton. Galerie de peintures K. Savitski de l'oblast de Penza[16].
- 1904 : Marcheur. Nouveaux lieux. 104,5 mm X 67 mm. Musée d'histoire et de traditions locales à Nijni Taguil (ru).
- 1905 : Convalescente (Il s'agit de Valeria Ippolitovna Dioumoulin, son épouse, qui se remet d'une maladie). Huile sur toile. Galerie de peintures K. Savitski de l'oblast de Penza.
- 1924 : Port. Huile sur toile. Musée des Beaux-Arts de Nijni Novgorod[17]. Il ne peut pas avoir peint ce tableau en 1924 car il est décédé en 1905. Ceci est à suivre.

Pour les titres d'œuvres ci-dessous, les dates n'ont pas été trouvées.
- À la fenêtre. Crayon à papier, aquarelle rehaussée de gouache, 33,7 cm X 24,5 cm.
- Débarras. Huile sur toile collée sur du carton, 33,3 cm X 50,3 cm. Galerie Tretiakov[18].
- Devant la vitrine ou Froid et faim dans l'album d'art «Skladchina».
- Grand-mère et petite fille.
- Hiver en forêt, huile sur toile, 37 cm X 26 cm.
- Séparation.
- Sur la route. Musée russe.

## Hommages

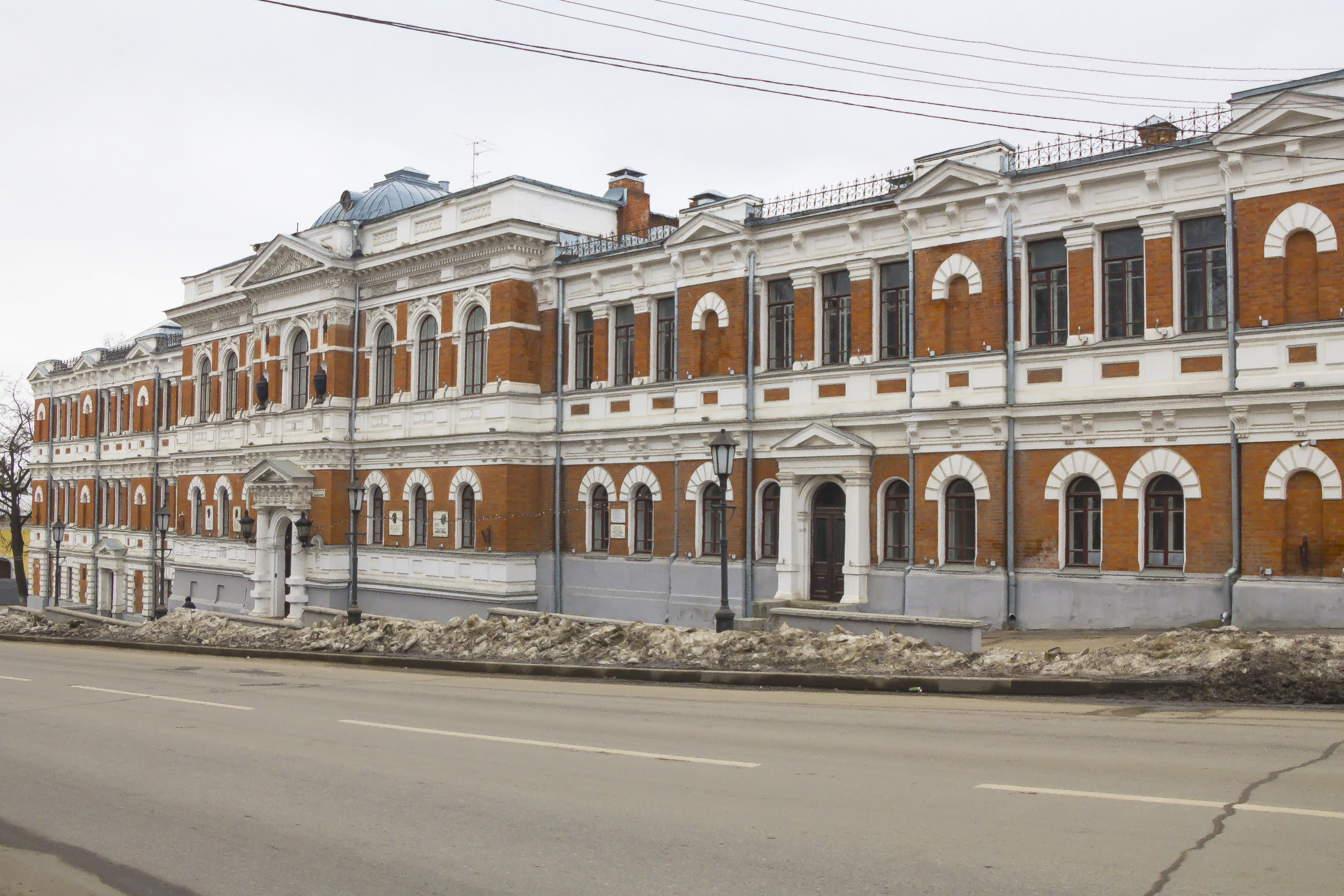
L'école d'Art à Penza
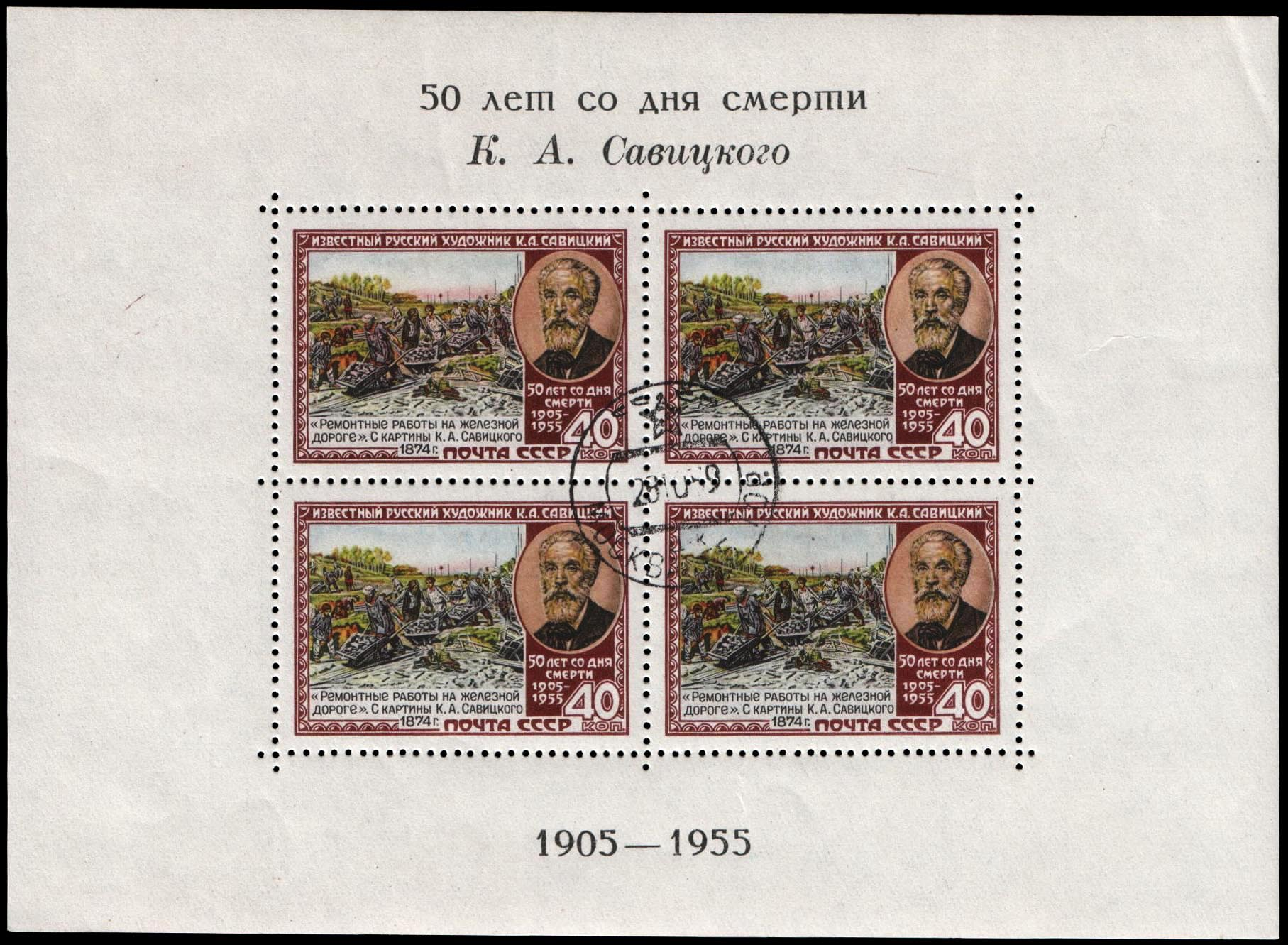
Bloc de timbres postaux émis à l'occasion du 50e anniversaire de la disparition de K. A. Savitski avec son portrait et Travaux de réparation sur une ligne de chemin de fer
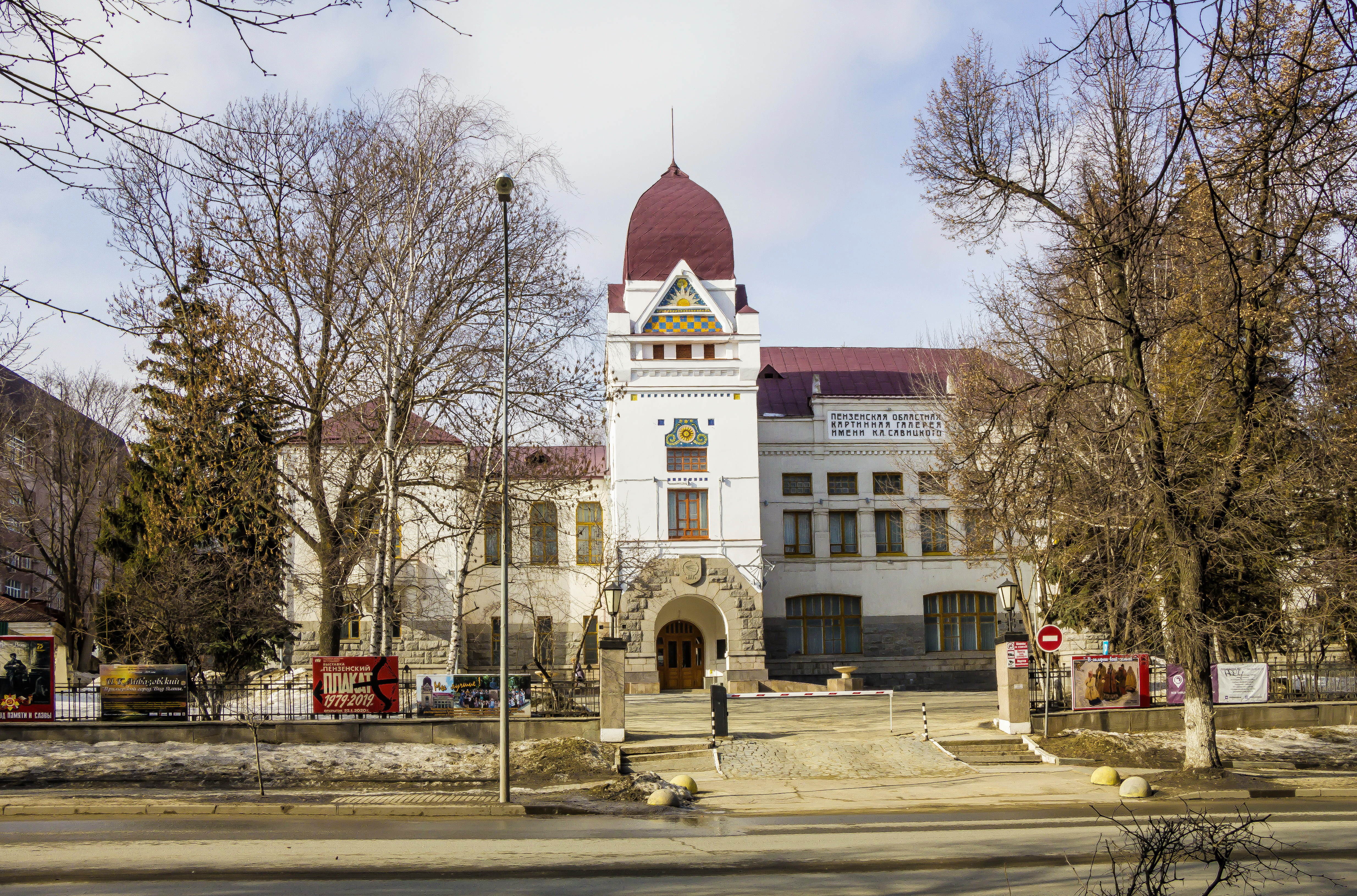
Galerie de peintures K. Savitski de l'oblast de Penza

La ville de Penza n'a pas voulu oublier le rôle qu'y a joué Konstantin Apollonovitch : ainsi dans cette ville on trouve la Galerie de peintures K. Savitski de l'oblast de Penza avec, à l'intérieur, depuis les années 1980, un musée commémoratif. Depuis 1955, une plaque sur le mur de l'École d'art de Penza K. A. Savitski (ru) explique pourquoi cet établissement porte son nom. Il y a aussi, depuis 1950, une rue K. Savitski et depuis 2011, un monument à K. A. Savitski (ru) a été érigé dans la cour de la Maison du gouverneur à Penza (ru).
De plus, le critique d'art Mikhaïl Porfirievitch Sokolnikov (ru) lui a consacré un livre, Konstantin Savitski : 1844-1905, édité en 1947 .
En 1959, E. G. Levenfich lui a consacré une monographie plus conséquente en gardant le titre mais en y ajoutant des illustrations, une centaine de pages et une couverture rigide.
Enfin à plusieurs reprises, avec quelques variantes, des enveloppes timbrées artistiques lui ont été consacrées.